# Liste von Jugendorganisationen in Österreich
Diese Liste umfasst Jugendorganisationen in Österreich, die bundesweit von Bedeutung sind.

## Politische Jugendorganisationen
Parteiliche, politische Jugendorganisationen
- JG – Junge Generation; Jugendorganisation der SPÖ
- JVP – Junge Volkspartei; Jugendorganisation der ÖVP
- Schülerunion — ÖVP-nahe Schülerorganisation
- RFJ – Ring Freiheitlicher Jugend Österreich; Jugendorganisation der FPÖ
- GJ-GAJ – Grüne Jugend – Grünalternative Jugend; den Grünen nahestehend
- GZÖ – Generation Zukunft Österreich; Jugendorganisation des BZÖ
- KJÖ – Kommunistische Jugend Österreichs; marxistisch-leninistische Jugendorganisation
- Jugendfront der Partei der Arbeit Österreichs; Jugendorganisation der PdA Österreichs
- SJÖ – Sozialistische Jugend Österreich; Jugendorganisation im Umfeld der SPÖ
- AKS – Aktion Kritischer Schülerinnen und Schüler, offizielle Schülerorganisation der SPÖ
- VERDE – Verde Wien, Die Grünen-nahe Schülerorganisation
- Junge liberale Schüler_innen - Junos, Zweigverein von Junos - Junge liberale Neos
- JUNOS – JUNOS – Junge liberale NEOS, Jugendorganisation von NEOS – Das Neue Österreich und Liberales Forum
- Junge Linke, Jugendorganisation der KPÖ

Überparteiliche, politische Jugendorganisationen
- Bundesjugendvertretung
- Der Funke – österreichische Sektion der Revolutionären Kommunistischen Internationale (ehemals Internationale Marxistische Tendenz)
- ÖGJ – Österreichische Gewerkschaftsjugend – sowohl Teil des Österreichischen Gewerkschaftsbundes ÖGB, als auch ein eigenständiger Jugendverband
- Revolution Austria – unabhängige marxistische Jugendorganisation
- Rote Falken – der SPÖ nahestehender Kinder- und Jugendverband
- Naturfreundejugend Österreich – der Sozialdemokratie nahestehender Kinder- und Jugendverband

## Kulturelle Jugendorganisationen
- Jugendmusikverbände
- Österreichische Blasmusikjugend
- Landjugend

## Überparteiliche bzw. unpolitische Jugendorganisationen
- Leo-Clubs – Jugendorganisation des Lions-Clubs
- Rotaract – Jugendorganisation des Rotary-Clubs
- Schülerverbindungen
- Pfadfinder und Pfadfinderinnen Österreichs (siehe: Pfadfinder)
- Feuerwehrjugend – Bestandteil der österreichischen Feuerwehren
- Österreichisches Jugendrotkreuz – die Jugendorganisation des Österreichischen Roten Kreuzes
- Austrian Medical Students’ Association – Vereinigung Österreichischer Medizinstudierenden
- CISV Austria – Kulturaustausch durch weltweite internationale Ferienprogramme
- Jugendpresse Österreich – Jugendmedien-Organisation
- Alpenvereinsjugend Österreich
- Bosnisch und Herzegowinisch Österreichische Jugend - [ BÖJ ]

## Religiöse Jugendorganisationen
- Evangelische Jugend Österreich
- Kolpingjugend
- Katholische Jugend Österreich
- Katholische Jungschar Österreich
- Katholische Arbeiterjugend
- Muslimische Jugend Österreich
- Alevitische Jugend Österreich